# Domenico Tritto
Domenico Tritto (Napoli, 11 giugno 1766 – Napoli, Dicembre 1851) è stato un compositore italiano.

## Biografia
Figlio di Giacomo Tritto,  studiò sotto l'egida del padre presso il Conservatorio della Pietà dei Turchini nel 1792. Ricoprì poi a Napoli la carica di maestro di cappella nella Chiesa di San Giuseppe dei Nudi e nella Basilica di Santa Chiara. e  divenne insegnante al Real Collegio di Musica. Svolse la funzione di clavicembalista nel Teatro S. Carlo  dal 28 novembre 1806 al febbraio del 1807. Da operista Francesco Florimo elogiò Domenico Tritto "come quegli che scrisse opere chiesastiche e melodrammatiche, rappresentate, queste, con successo" a Napoli. Fu direttore della banda di Acquaviva delle Fonti, fondata nel 1797 e la più antica della Puglia, dal 1832 al 1840.

## Opere[6]
- Dixit Dominus
- Messa a 4
- La parola d'onore (Napoli, Teatro del Fondo, autunno 1815)
- Lo specchio de' gelosi (Roma, Teatro Valle, 5 febbraio 1805)
- Traiano (Napoli, Teatro San Carlo, 30 maggio 1818; con Francesca Maffei Festa[7])
- Zelinda e Rodrigo (Napoli, Teatro del Fondo, 1815)
- Sinfonia in diversi toni.[8]